# Frederico Maurício de La Tour de Auvérnia, Conde de Auvérnia
Frederico Maurício de La Tour de Auvérnia (em francês:  Frédéric-Maurice de La Tour d'Auvergne; 15 de janeiro de 1642 – 23 de novembro de 1707, foi um nobre francês membro da Casa de La Tour de Auvérnia, tendo sido conde de Auvérnia, conde de Olliergues e marquês de Lanquais. 
Seguiu uma carreira militar ao serviço do rei de França, tendo atingido o posto de Tenente-General.

## Biografia
Ele é o segundo filho varão de Frederico Maurício de La Tour de Auvérnia e de Leonor de Bergh, tendo recebido de seu tio, Henrique, visconde de Turenne, o cargo de governador do Limusino (em francês:  Limousin), região que governará de 1656 a 1707.

## Casamento e descendência
Em 1662 casa com Francisca de Hohenzollern-Hechingen (1642 -1698), marquesa de Bergen op Zoom, filha de Eitel Frederico II, príncipe de Hohenzollern-Hechingen. Do casamento nasceram doze filhos:
1. Maria Ana (Marie-Anne) (1669 - ) ;
2. Emanuel Maurício (Emmanuel-Maurice) (1670 - 1702), chamado de o bailio de Auvérnia, cavaleiro da Ordem de S. João de Jerusalém;
3. Henrique Osvaldo (Henri-Oswald) (1671 -  ), abade de Cluny, e depois Arcebispo de Tours (1719-1722), Arcebispo de Viena (França) e, por fim, Cardeal (1737);
4. Francisco (François) (1672 - ), chamado de o príncipe de Vimeuil;
5. Henriqueta (Henriette) (1673-);
6. Luís Frederico (Louis-Frédéric) (1674-);
7. Francisco Egon (François-Égon) (1675-1710), chamado o príncipe de Auvérnia, conde de Auvérnia e Marquês de Bergen op Zoom,que, em 1707, casa com Maria Ana, filha de Filipe Carlos Francisco de Arenberg, 3.º duque de Arenberg, 9.º duque de Aerschot. O seu neto veio a ser o Príncipe Eleitor Carlos Teodoro da Baviera;
8. Frederico Godofredo (Frédéric-Godefroid);
9. Frederico Constantino (Frédéric-Constantin) (1682-1732), chamado de o príncipe Frederico, conde de Oliergues ;
10. Teresa Henriqueta (Thérèse-Henriette) (1683) ;
11. Isabel Leonor (Élisabeth-Éléonore) (v. 1665 - 1746), abadessa de Thorigny-sur-Vire ;
12. Luísa Emília (Louise-Émilie) (1667-1737), abadessa de Saint-Remy de Villers-Cotterêts, depois abadessa de Montmartre[1].

Frederico Maurício casa em segundas núpcias, a 1 de abril de 1699, com Isabel van Wassenaer-Starrenburg .